# Spencer List
Spencer List est un acteur américain né le 6 avril 1998 en Floride.

## Biographie

### Vie privée
Il est le frère jumeau de l'actrice Peyton Roi List. Spencer a également un frère plus jeune que lui, Phoenix.

## Filmographie

### Cinéma
- 2004 : Spider-Man 2 : le petit garçon jouant sur les marches (non crédité)
- 2010 : Offspring (en) : Rabbit
- 2010 : Bereavement : Martin Bristol
- 2011 : Bringing Up Bobby : Bobby
- 2011 : The Orphan Killer : le jeune Marcus
- 2014 : Night Has Settled : Oliver Nicholas
- 2014 : Foreclosure : Steven
- 2014 : Mockingbird : Jacob Henry
- 2015 : Black Dog, Red Dog : Gary
- 2016 : Hard Sell : Jamie
- 2017 : The Bachelors : Taber
- 2018 : Come As You Are : Jaime (non crédité)
- 2018 : Anthem of a Teenage Prophet : Dwight
- 2018 : The Thinning: New World Order : Tyson (non crédité)
- 2022 : Exploited : Tommy
- 2022 : She Came from the Woods : Pete McAlister

### Télévision
- 1999 : On ne vit qu'une fois : Ace
- 2003 : New York, unité spéciale : Tate Walker (saison 5, épisode 6)
- 2006 : Haskett's Chance (téléfilm) : Owen Haskett
- 2009 : Fringe : Michael
- 2009 : Les Wonder Choux : Giraffe
- 2011 : Les Experts : Miami : Troy Faber
- 2012 : iCarly : Lurvin (saison 6, épisode 6 "Chip la terreur")
- 2014 : American Viral : Matthew Dare
- 2014 : Le Cauchemar D'une Mère (téléfilm) : AJ Michaels
- 2016 : Camp Kikiwaka : Eric (saison 1, épisode 12 "Bataille de camps")
- 2018 : The Fosters : Carter Hunter (3 épisodes)
- 2019-2021 : Good Trouble : Carter Hunter (3 épisodes)